# Colonia Benito Juárez, Tlaxcala
Colonia Benito Juárez är en ort i Mexiko.   Den ligger i kommunen Atlangatepec och delstaten Tlaxcala, i den sydöstra delen av landet, 90 km öster om huvudstaden Mexico City. Colonia Benito Juárez ligger 2 544 meter över havet och antalet invånare är 473.
Terrängen runt Colonia Benito Juárez är platt söderut, men norrut är den kuperad. Runt Colonia Benito Juárez är det ganska tätbefolkat, med 96 invånare per kvadratkilometer. Närmaste större samhälle är Apizaco, 17,1 km sydost om Colonia Benito Juárez. Trakten runt Colonia Benito Juárez består till största delen av jordbruksmark.